# Eot Island
Eot Island är en ö i Mikronesiska federationen.   Den ligger i kommunen Eot Municipality och delstaten Chuuk, i den västra delen av landet, 700 km väster om huvudstaden Palikir. Arean är 0,50 kvadratkilometer.
Terrängen på Eot Island är platt. Den sträcker sig 1,1 kilometer i nord-sydlig riktning, och 0,7 kilometer i öst-västlig riktning.